# Jours-en-Vaux
Jours-en-Vaux – miejscowość i dawna gmina we Francji, w regionie Burgundia-Franche-Comté, w departamencie Côte-d’Or. W dniu 1 stycznia 2016 roku z połączenia dwóch ówczesnych gmin – Ivry-en-Montagne oraz Jours-en-Vaux – utworzono nową gminę Val-Mont. Siedzibą gminy została miejscowość Jours-en-Vaux. W 2013 roku populacja Jours-en-Vaux wynosiła 112 mieszkańców.